# ミカエル・シアニ
ミカエル・シアニ（Michaël Ciani,1984年4月6日 - ）は、フランス共和国イル＝ド＝フランス地域圏クリシー＝ス＝ボワ出身のサッカー選手。ポジションはディフェンダー。グアドループにルーツを持つ。

## 経歴
地元パリのラシン・クラブ・ド・フランスのユースで育ち、2003年にベルギーのシャルルロワでトップチームデビュー。オセールとの親善試合中に監督のギー・ルーの目に止まり、オセールへ移籍した。しかし脚の付け根を負傷し、結局オセールでは出場機会を得ることがなかった。2005-06シーズンにレンタル移籍したリーグ・ドゥのスダンでレギュラーを獲得し39試合に出場すると、翌2006-07シーズンはこのシーズン昇格したロリアンにレンタル移籍しリーグ・アンデビューを飾る。シアニはこのシーズン、レギュラーとして35試合に出場し、ロリアンの残留に貢献。シーズン終了後には3年契約でロリアンに完全移籍した。2007-08、2008-09シーズンも主力としてロリアンを2シーズン連続で10位に躍進させた。
2009年7月28日、移籍金400万ユーロで前年度リーグ・アン覇者のボルドーへ移籍。初めて望んだチャンピオンズリーグでは、9月15日のユヴェントス戦で初出場を果たすと、続くマッカビ・ハイファ戦では決勝点を挙げた。さらに続くバイエルン・ミュンヘン戦ではオウンゴールで先制点を献上してしまったものの、自ら同点ゴールを挙げて勝利に貢献。ボルドーが強豪揃いとなったグループAを首位通過した原動力となった。2010年2月23日の決勝トーナメント1回戦1stレグのオリンピアコス戦では決勝点を挙げ、アウェーでの勝利に貢献した。
2012年8月27日、イタリアのラツィオへの移籍が決定した。
2010年2月26日、スペインとの親善試合に向けてのフランス代表メンバーに初選出され、3月3日に同試合にフル出場し代表初出場を記録した。

## 所属クラブ
- ラシン・クラブ・ド・フランス 2000-2003
- シャルルロワSC 2003-2004
- AJオセール 2004-2007

→  CSスダン・アルデンヌ(loan) 2005-2006
→  FCロリアン(loan) 2006-2007
- FCロリアン 2007-2009
- FCジロンダン・ボルドー 2009-2012
- SSラツィオ 2012-2015
- スポルティング・クルーベ・デ・ポルトゥガル 2015
- RCDエスパニョール 2015-2016
- FCロリアン 2016-2017
- ロサンゼルス・ギャラクシー 2017-2018

## タイトル
クラブ
SSラツィオ
- コッパ・イタリア 2012-13